# Chiasmocleis
Chiasmocleis là một chi động vật lưỡng cư trong họ Nhái bầu, thuộc bộ Anura.

## Các loài

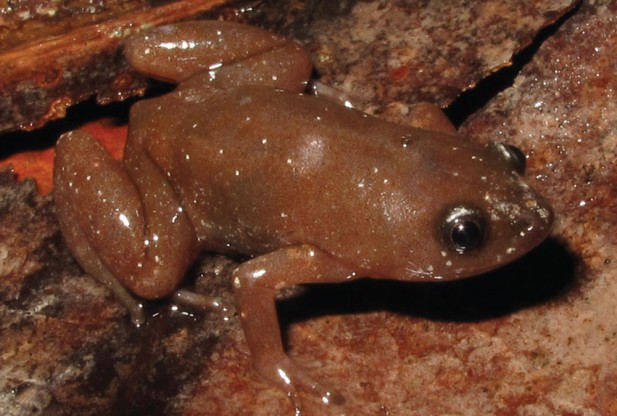
Chiasmocleis quilombola

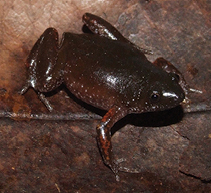
Chiasmocleis crucis

- Chiasmocleis alagoana  Cruz, Caramaschi, and Freire, 1999
- Chiasmocleis albopunctata  (Boettger, 1885)
- Chiasmocleis altomontana  Forlani, Tonini, Cruz, Zaher, and de Sá, 2017
- Chiasmocleis anatipes  Walker and Duellman, 1974
- Chiasmocleis antenori  (Walker, 1973)
- Chiasmocleis atlantica  Cruz, Caramaschi, and Izecksohn, 1997
- Chiasmocleis avilapiresae  Peloso and Sturaro, 2008
- Chiasmocleis bassleri  Dunn, 1949
- Chiasmocleis bicegoi  Miranda-Ribeiro, 1920
- Chiasmocleis capixaba  Cruz, Caramaschi, and Izecksohn, 1997
- Chiasmocleis carvalhoi  (Nelson, 1975)
- Chiasmocleis centralis  Bokermann, 1952
- Chiasmocleis cordeiroi  Caramaschi and Pimenta, 2003
- Chiasmocleis crucis  Caramaschi and Pimenta, 2003
- Chiasmocleis devriesi  Funk and Cannatella, 2009
- Chiasmocleis gnoma  Canedo, Dixo, and Pombal, 2004
- Chiasmocleis haddadi  Peloso, Sturaro, Forlani, Gaucher, Motta, and Wheeler, 2014
- Chiasmocleis hudsoni  Parker, 1940
- Chiasmocleis jimi  Caramaschi and Cruz, 2001
- Chiasmocleis lacrimae  Peloso, Sturaro, Forlani, Gaucher, Motta, and Wheeler, 2014
- Chiasmocleis leucosticta  (Boulenger, 1888)
- Chiasmocleis magnova  Moravec and Köhler, 2007
- Chiasmocleis mantiqueira  Cruz, Feio, and Cassini, 2007
- Chiasmocleis mehelyi  Caramaschi and Cruz, 1997
- Chiasmocleis migueli  Forlani, Tonini, Cruz, Zaher, and de Sá, 2017
- Chiasmocleis papachibe  Peloso, Sturaro, Forlani, Gaucher, Motta, and Wheeler, 2014
- Chiasmocleis parkeri  Almendáriz C., Brito-M., Batallas-R., Vaca-Guerrero, and Ron, 2017
- Chiasmocleis quilombola  Tonini, Forlani, and de Sá, 2014
- Chiasmocleis royi  Peloso, Sturaro, Forlani, Gaucher, Motta, and Wheeler, 2014
- Chiasmocleis sapiranga  Cruz, Caramaschi, and Napoli, 2007
- Chiasmocleis schubarti  Bokermann, 1952
- Chiasmocleis shudikarensis  Dunn, 1949
- Chiasmocleis supercilialba  Morales and McDiarmid, 2009
- Chiasmocleis tridactyla  (Duellman and Mendelson, 1995)
- Chiasmocleis ventrimaculata  (Andersson, 1945)
- Chiasmocleis veracruz  Forlani, Tonini, Cruz, Zaher, and de Sá, 2017